# Liste des codes d'oblitération du métro de Paris
Pour un article plus général, voir Liste des stations du métro de Paris.
 (novembre 2024).
Les codes d'oblitération du métro de Paris sont des codes écrits sur les tickets du métro de Paris quand les voyageurs les compostent.

## Compostage des tickets
Les tourniquets compostent les tickets en modifiant le contenu de la piste magnétique et en écrivant diverses informations sur le ticket.
Les tourniquets modernes indiquent ces informations de façon directement compréhensible, mais les tourniquets traditionnels utilisent un codage assez simple.
En haut, sont inscrites les indications temporelles : de droite à  gauche, le numéro de la semaine dans l'année (01 à 52, ou 53 pour une année bissextile), le jour dans la semaine (l = lundi, m = mardi, M = mercredi, j = jeudi, v = vendredi, s = samedi, d = dimanche) précédé d'un chiffre (1 pour matin ou 2 pour après-midi) et l'heure du compostage (1 à 12) en petits caractères et orienté à 90°. Ainsi, par exemple, l'indication « 5m250 » se lit : 50e semaine de l'année, mardi après-midi, 5 heures.
En bas, sont inscrites les indications géographiques : le code de la station (quatre chiffres), et une lettre identifiant le tourniquet dans la station.

## Codes des stations
Les codes des stations sont sur 4 chiffres. Les deux premiers chiffres indiquent un secteur géographique de Paris (de 01 à 31) et les deux suivants indiquent la station dans ce secteur (de 01 à 15).
- 01 (Cité)
  - 0101 : Saint-Michel
  - 0104 : Odéon
  - 0105 : Cluny - La Sorbonne
  - 0106 : Maubert - Mutualité
  - 0107 : Luxembourg (RER B)
  - 0108 : Châtelet
  - 0109 : Les Halles
  - 0112 : Louvre - Rivoli
  - 0113 : Pont-Neuf
  - 0114 : Cité
  - 0115 : Hôtel de Ville
- 02 (Rennes)
  - 0202 : Cambronne
  - 0203 : Sèvres - Lecourbe
  - 0204 : Ségur
  - 0206 : Saint-François-Xavier
  - 0207 : Duroc
  - 0208 : Vaneau
  - 0209 : Sèvres - Babylone
  - 0210 : Rue du Bac
  - 0211 : Rennes
  - 0212 : Saint-Sulpice
  - 0214 : Mabillon
  - 0215 : Saint-Germain-des-Prés
- 03 (Villette)
  - 0304 : Porte de la Villette
  - 0305 : Aubervilliers - Pantin - Quatre Chemins
  - 0306 : Fort d'Aubervilliers
  - 0307 : La Courneuve - 8 Mai 1945
  - 0309 : Hoche
  - 0310 : Église de Pantin
  - 0311 : Bobigny - Pantin - Raymond Queneau
  - 0312 : Bobigny - Pablo Picasso
- 04 (Montparnasse)
  - 0402 : Pernety
  - 0403 : Plaisance
  - 0404 : Gaîté
  - 0406 : Edgar Quinet
  - 0407 : Vavin
  - 0408 : Montparnasse - Bienvenüe
  - 0412 : Saint-Placide
  - 0414 : Notre-Dame-des-Champs
- 05 (Nation)
  - 0502 : Robespierre
  - 0503 : Porte de Montreuil
  - 0504 : Maraîchers
  - 0505 : Buzenval
  - 0506 : Rue des Boulets
  - 0507 : Porte de Vincennes
  - 0509 : Picpus
  - 0510/NAT : Nation (et correspondance avec le RER A)
  - 0512 : Avron
  - 0513 : Alexandre Dumas
- 06 (Saint-Lazare)
  - 0601 : Malesherbes
  - 0602 : Monceau
  - 0603 : Villiers
  - 0604 : Quatre-Septembre
  - 0605 : Opéra
  - 0606/AUB : Auber (RER A)
  - 0607 : Havre - Caumartin
  - 0609/LAZ : Saint-Lazare
  - 0610 : Saint-Augustin
  - 0612 : Europe
  - 0613 : Liège
- 07 (Auteuil)
  - 0703 : Porte de Saint-Cloud
  - 0707 : Porte d'Auteuil
  - 0708 : Église d'Auteuil
  - 0709 : Michel-Ange - Auteuil
  - 0710 : Michel-Ange - Molitor
  - 0711 : Chardon-Lagache
  - 0712 : Mirabeau
  - 0714 : Exelmans
  - 0715 : Jasmin
- 08 (République)
  - 0801 : Rambuteau
  - 0803 : Arts et Métiers
  - 0804 : Jacques Bonsergent
  - 0805 : Goncourt
  - 0806 : Temple
  - 0807 : République
  - 0810 : Oberkampf
  - 0811 : Parmentier
  - 0812 : Filles du Calvaire
  - 0813 : Saint-Sébastien - Froissart
  - 0814 : Richard-Lenoir
  - 0815 : Saint-Ambroise
- 09 (Austerlitz)
  - 0901 : Quai de la Gare
  - 0902 : Chevaleret
  - 0904 : Saint-Marcel
  - 0907 : Gare d'Austerlitz
  - 0908/LYO : Gare de Lyon
  - 0910 : Quai de la Rapée
- 10 (Invalides)
  - 1001 : Champs-Élysées - Clemenceau
  - 1002 : Concorde
  - 1003/MAD : Madeleine
  - 1004 : Bir-Hakeim
  - 1007 : École Militaire
  - 1008 : La Tour-Maubourg
  - 1009 : Invalides
  - 1011 : Saint-Denis - Université
  - 1012 : Varenne
  - 1013 : Assemblée nationale
  - 1014 : Solférino
- 11 (Sentier)
  - 1101 : Tuileries
  - 1102 : Palais-Royal - Musée du Louvre
  - 1103 : Pyramides
  - 1104 : Bourse
  - 1106 : Grands Boulevards
  - 1107 : Richelieu - Drouot
  - 1108 : Bonne-Nouvelle
  - 1110 : Strasbourg - Saint-Denis
  - 1111 : Château d'Eau
  - 1113 : Sentier
  - 1114 : Réaumur - Sébastopol
  - 1115 : Étienne Marcel
- 12 (Île Saint-Louis)
  - 1201 : Faidherbe - Chaligny
  - 1202 : Reuilly - Diderot
  - 1203 : Montgallet
  - 1204 : Censier - Daubenton
  - 1205 : Place Monge
  - 1206 : Cardinal Lemoine
  - 1207 : Jussieu
  - 1208 : Sully - Morland
  - 1209 : Pont Marie
  - 1210 : Saint-Paul
  - 1212 : Bastille
  - 1213 : Chemin Vert
  - 1214 : Bréguet - Sabin
  - 1215 : Ledru-Rollin
- 13 (Daumesnil)
  - 1301 : Porte Dorée
  - 1303 : Porte de Charenton
  - 1307/BCY : Bercy
  - 1308 : Dugommier
  - 1310 : Michel Bizot
  - 1311 : Daumesnil
  - 1312 : Bel-Air
- 14 (Italie)
  - 1402 : Porte de Choisy
  - 1403 : Porte d'Italie
  - 1404/CIT : Cité universitaire (RER B)
  - 1406 :  Gentilly (RER B)
  - 1409 : Maison Blanche
  - 1410 : Tolbiac
  - 1411 : Nationale
  - 1412 : Campo-Formio
  - 1413 : Les Gobelins
  - 1414 : Place d'Italie
  - 1415 : Corvisart
- 15 (Denfert)
  - 1501/EMI : Cour Saint-Émilion
  - 1502 : Porte d'Orléans
  - 1503 : Bibliothèque François-Mitterrand
  - 1504 : Mouton-Duvernet
  - 1505 : Alésia
  - 1506/OLY : Olympiades
  - 1507 : Mairie de Montrouge
  - 1508 : Glacière
  - 1509 : Saint-Jacques
  - 1510 : Raspail
  - 1512 : Port-Royal (RER B)
  - 1513 : Denfert-Rochereau (RER B)
  - 1514 : Denfert-Rochereau
- 16 (Félix Faure)
  - 1601 : Falguière
  - 1602 : Pasteur
  - 1603 : Volontaires
  - 1604 : Vaugirard
  - 1605 : Convention
  - 1606 : Porte de Versailles
  - 1609 : Balard
  - 1610 : Lourmel
  - 1611 : Boucicaut
  - 1612 : Félix Faure
  - 1613 : Charles Michels
  - 1614 : Javel - André Citroën
- 17 (Passy)
  - 1702 : Porte Dauphine
  - 1704 : La Motte-Picquet - Grenelle
  - 1705 : Commerce
  - 1706 : Avenue Émile-Zola
  - 1707 : Dupleix
  - 1708 : Passy
  - 1709 : Ranelagh
  - 1711 : La Muette
  - 1713 : Rue de la Pompe
  - 1714 : Boissière
  - 1715 : Trocadéro
- 18 (Étoile)
  - 1801 : Iéna
  - 1803 : Alma - Marceau
  - 1804 : Miromesnil
  - 1805 : Saint-Philippe du Roule
  - 1807 : Franklin D. Roosevelt
  - 1808 : George V
  - 1809 : Kléber
  - 1810 : Victor Hugo
  - 1811 : Argentine
  - 1812/ETO : Charles de Gaulle - Étoile (RER A aussi)
  - 1814 : Ternes
  - 1815 : Courcelles
- 19 (Clichy - Saint Ouen)
  - 1901 : Mairie de Clichy
  - 1902 : Gabriel Péri
  - 1903 : Les Agnettes
  - 1904 : Les Courtilles
  - 1909 : Gare du Nord (accès par La Chapelle)
  - 1910 : Garibaldi
  - 1911 : Mairie de Saint-Ouen
  - 1913 : Carrefour Pleyel
  - 1914 : Saint-Denis - Porte de Paris
  - 1915 : Basilique de Saint-Denis
- 20 (Montmartre)
  - 2001 : Porte de Clignancourt
  - 2006 : Porte de la Chapelle
  - 2007 : Marx Dormoy
  - 2009 : Marcadet - Poissonniers
  - 2010 : Simplon
  - 2011 : Jules Joffrin
  - 2012 : Lamarck - Caulaincourt
- 21 (Lafayette)
  - 2101 : Chaussée d'Antin - La Fayette
  - 2102 : Le Peletier
  - 2103 : Cadet
  - 2104 : Château Rouge
  - 2107 : Barbès - Rochechouart
  - 2108 : Gare du Nord
  - 2109 : Gare de l'Est
  - 2110 : Poissonnière
  - 2111 : Château-Landon
- 22 (Buttes Chaumont)
  - 2201 : Porte de Pantin
  - 2202 : Ourcq
  - 2204 : Corentin Cariou
  - 2206 : Crimée
  - 2208 : Riquet
  - 2209 : La Chapelle
  - 2210 : Louis Blanc
  - 2211 : Stalingrad
  - 2212 : Jaurès
  - 2213 : Laumière
  - 2214 : Bolivar
  - 2215 : Colonel Fabien
- 23 (Belleville)
  - 2302 : Porte des Lilas
  - 2303 : Mairie des Lilas
  - 2304 : Porte de Bagnolet
  - 2305 : Gallieni
  - 2308 : Place des Fêtes
  - 2309 : Botzaris
  - 2310 : Danube
  - 2311 : Pré-Saint-Gervais
  - 2313 : Buttes Chaumont
  - 2314 : Jourdain
  - 2315 : Télégraphe
- 24 (Père Lachaise)
  - 2401 : Voltaire
  - 2402 : Charonne
  - 2404 : Père Lachaise
  - 2405 : Ménilmontant
  - 2406 : Rue Saint-Maur
  - 2407 : Philippe Auguste
  - 2408 : Saint-Fargeau
  - 2409 : Pelleport
  - 2410 : Gambetta
  - 2412 : Belleville
  - 2413 : Couronnes
  - 2414 : Pyrénées
- 25 (Charenton)
  - 2502 : Croix de Chavaux
  - 2503 : Mairie de Montreuil
  - 2504 : Maisons-Alfort - Les Juilliottes
  - 2505 : Créteil - L'Échat
  - 2506 : Créteil - Université
  - 2507 : Créteil - Préfecture
  - 2508 : Saint-Mandé
  - 2510 : Bérault
  - 2511 : Château de Vincennes
  - 2512 : Liberté
  - 2513 : Charenton - Écoles
  - 2514 : École vétérinaire de Maisons-Alfort
  - 2515 : Maisons-Alfort - Stade
- 26 (Ivry - Villejuif)
  - 2603 : Porte d'Ivry
  - 2604 : Pierre et Marie Curie
  - 2605 : Mairie d'Ivry
  - 2606 : Le Kremlin-Bicêtre
  - 2607 : Villejuif - Léo Lagrange
  - 2608 : Villejuif - Paul Vaillant-Couturier
  - 2609 : Villejuif - Louis Aragon
- 27 (Vanves)
  - 2702 : Porte de Vanves
  - 2707 : Malakoff - Plateau de Vanves
  - 2708 : Malakoff - Rue Étienne-Dolet
  - 2709 : Châtillon - Montrouge
- 28 (Issy)
  - 2802 : Corentin Celton
  - 2803 : Mairie d'Issy
  - 2808 : Marcel Sembat
  - 2809 : Billancourt
  - 2810 : Pont de Sèvres
- 29 (Levallois)
  - 2900 : La Défense (correspondance RER)
  - 2904 : Boulogne - Jean Jaurès
  - 2905 : Boulogne - Pont de Saint-Cloud
  - 2908 : Les Sablons
  - 2909 : Pont de Neuilly
  - 2910 : Esplanade de la Défense
  - 2911/DEF : La Défense (entrée et sortie)
  - 2912 : Porte de Champerret
  - 2913 : Louise Michel
  - 2914 : Anatole France
  - 2915 : Pont de Levallois - Bécon
- 30 (Pereire)
  - 3001 : Porte Maillot
  - 3004 : Wagram
  - 3005 : Pereire
  - 3008 : Brochant
  - 3009 : Porte de Clichy
  - 3012 : Guy Môquet
  - 3013 : Porte de Saint-Ouen
- 31 (Pigalle)
  - 3102 : Funiculaire de Montmartre (station inférieure)
  - 3103 : Funiculaire de Montmartre (station supérieure)
  - 3104 : Anvers
  - 3105 : Abbesses
  - 3106 : Pigalle
  - 3107 : Blanche
  - 3108 : Trinité - d'Estienne d'Orves
  - 3109 : Notre-Dame-de-Lorette
  - 3110 : Saint-Georges
  - 3112 : Rome
  - 3113 : Place de Clichy
  - 3114 : La Fourche

## Codes alphabétiques des stations
Depuis 1998, les nouvelles stations se voient pour la plupart attribuer un code alphabétique au lieu du code numérique.
| Code  | Station |
| ----- | --- |
| ANTON | Antony (Orlyval) |
| LAZ   | Saint-Lazare (ligne 14) |
| NOR   | Gare du Nord (appareils de vente RATP et accès par La Chapelle). Ce code remplace PNORD depuis 1993. |
| MAD   | Madeleine (ligne 14) |
| BCY   | Bercy (ligne 14) |
| EMI   | Cour Saint-Émilion (ligne 14) |
| FPO   | Front populaire (ligne 12) |
| INVxx | Invalides ligne C correspondance métro-RER |
| BIB   | Bibliothèque François-Mitterrand (ligne 14) |
| OLY   | Olympiades (ligne 14) |
| FUNH  | Funiculaire de Montmartre, station haute |
| FUNB  | Funiculaire de Montmartre, station basse |
| ORV   | Orly Aérogare (Orlyval) |
| ORLYW | Orly Ouest, renommée Orly 1, 2, 3 en 2019 (Orlyval) |
| ORLYS | Orly Sud, renommée Orly 4 en 2019 (Orlyval, SNCF) |
| ORL   | Orly Aérogare (OrlyBus) |
| CRI   | Centre de recouvrement des indemnités forfaitaires de la RATP (Crillon) : code utilisé sur les billets-amende de sortie de Marne-la-Vallée - Chessy et pour les billets « spécimen » reproduits sur les supports de communication. |
| ORLYA | Orly Aéroport (OrlyRail) |
| ORLYO | Orly Ouest (SNCF) |
| AGN   | Les Agnettes (ligne 13) |
| COU   | Les Courtilles (ligne 13) |
| PTL   | Pointe du Lac (ligne 8) |